# Léonce Alloy
Léonce Alloy, nacido en Fauquembergues en 1875, fallecido en París en 1949, fue un escultor y grabador de medallas francés.

## Datos biográficos
Nacido en 1875 en el cantón de Fauquembergues, en el departamento de Paso de Calais, al norte de París.
Prosigue su formación en París, donde fue alumno de los escultores Barrias, Chaplain, Vernon y Couteau.
Como alumno de la Escuela de Bellas Artes de París fue receptor de un primer segundo Premio de Roma en Grabado de Medallas y Piedras el año 1899, con la obra titulada Le Villageois et le Serpent.
Pudo estar vinculado con el monumento a los caídos iniciado en 1898 en su pueblo natal, aunque la información es un tanto imprecisa
Concluidos sus estudios permanece en París, se hace miembro de la Société des artistes français y expuso de 1902 a 1942.
Especializado en el grabado y fundición de medallas y estatuillas, dentro del estilo modernista, de moda en ese momento. Son piezas de temas cotidianos en las que prepondera la estética (niño de las rosas, tirador con arco)
En 1920 le encargan un monumento conmemorativo en recuerdo de los fallecidos durante la 1ª guerra mundial en Fauquembergues. La participación en este proyecto si que se encuentra totalmente contrastada. Se trata de las obras monumentales de Alloy más conocidas.
Unido a la fábrica de moneda francesa, desempeñará su función como grabador de modelos para medallas.
Fallece en París en 1949.

## Obras
Entre las mejores y más conocidas obras de Léonce Alloy se incluyen las siguientes:
Esculturas:
- Monument aux morts du canton de Fauquembergues. 1898 Monumento a los muertos del cantón de Fauquembergues[7]
- Monumento a los muertos de la 1ª Guerra Mundial en Fauquembergues
- Tir a l´arc - tiro al arco, (1912)[8]
- Enfant à la rose (hacia 1900) Bronce con patina verde altura: 33 cm, colección particular en Auvergne[9]

Medallas
De entre las muchas medallas grabadas por Alloy para la fábrica de Moneda de París, ponemos un ejemplo
- Les trois Compagnies royales d´assurances sur la vie, 1930, medalla en bronce conmemorativa del centenario de las tres compañías reales de seguros sobre la vida, fundada en 1830 cuando Francia todavía era una monarquía, pasó a llamarse La Nationale. Representa a una mujer sentada sobre un trono con un ramo de espigas en las manos.[11]